# Павле Савић
Павле Савић (Солун, 10. јануар 1909 — Београд, 30. мај 1994) био је српски физикохемичар и академик. 
Савић је светски реноме стекао када је са Иреном Жолио Кири 1937. и 1938. у Паризу открио изотопе познатих елемената бомбардовањем атома урана спорим неутронима. То доводи Ота Хана и Фрица Штрасмана до открића нуклеарне фисије-цепања урановог језгра. Са Иреном Жолио био је предложен за Нобелову награду, али је њу добио само Хан. Од 1947. је руководио изградњом Нуклеарног института у Винчи и до 1960. био директор Института. Павле Савић се као први директор сматра оснивачем Института „Винча“, који је тада зван Институт „Борис Кидрич“. Био је дугогодишњи шеф Катедре за физичку хемију Природно-математичког факултета у Београду, данас Факултета за физичку хемију. Од 1971. до 1981. године је био председник Српске академије наука и уметности.

## Биографија

### Младост
Рођен је 10. јануара 1909. године у Солуну (тада део Османског царства), где је његов отац Петар Савић радио као службеник при слободној царинској зони.
Павлов отац Петар, убеђени социјалиста, студирао је ветерину у Француској у јеку Драјфусове афере, био велики симпатизер Жореса и пријатељ са Душком Поповићем. Због својих напредних идеја Петар Савић је изгубио државну стипендију и био протеран из Француске. Преводио је Бодлера, Мопасана, Додеа и био човек богате културе. Мајка Ана, несуђена глумица и песничка душа, била је изванредно привржена својој деци.
Услед службе његовог оца, породица се често селила. У периоду Балканских ратова и Првог светског рата, Савић се налазио у Свилајнцу, где је започео основну школу. Након рата породица се сели у Београд, где он завршава основну школу, и уписује Другу београдску гимназију. Малу матуру је положио 1923. у Београду, а велику 1927. у Пожаревцу. Током својих гимназијских дана, исказао је велико интересовање за математику, физику и хемију. Такође се бавио радиоаматерством.
Павле је био најстарији од петоро деце. Имао је браћу Слободана и Љубишу, и сестре Слободанку и Веру.

### Академска каријера пре Другог светског рата
Након гимназије, уписао је студије физичке хемије на Катедри за физику, Филозофског факултета Универзитета у Београду, где већ на другој години постаје асистент код професора Милоја Стојиљковића на катедри. Дипломирао је 1932. након чега је служио војску 1932/1933 у Сарајеву.
Након повратка из војске поново је постављен за асистента на Катедри за физику, међутим након личних сукоба са професором Стојиљковићем, даје оставку и прелази на Медицински факултет где је као одличан студент изабран за асистента на Катедри за физику на Медицинском факултету, код професора Драгољуба К. Јовановића, некадашњег сарадника Марије Кири.
Савић је са професором Јовановићем је објавио свој први научни рад о калориметријском мерењу апсорпције гама-зрачења радијума.
Захваљујући професору Јовановићу, Савић је 1935. добио шестомесечну стипендију француске владе за научно усавршавање на познатом Институту за радијум (данас Институт Кири), чији је оснивач била Марија Кири. По доласку је закључено да му недостаје велик део основних знања које није стекао на Београдском универзитету, као што су откриће вештачке радиоактивности, неутрона и позитрона, што је све успео да брзо надокнади.
Маријина кћерка Ирена Жолио-Кири је предложила Савићу да ради са њом на проблему порекла радиоактивности које настају неутронским озрачењем урана, које је годину дана пре тога запазио италијански физичар Енрико Ферми са сарадницима. Савићева шестомесечна стипендија се на крају протегла на скоро пет година. По дотадашњим знањима, требало је да буду створени на Земљи непостојећи трансурански елементи, атомских бројева 93 и 94, који би на основу Мендељејевљеве периодне таблице елемената требало да буду слични ренијуму односно осмијуму. Међу познатим створеним радиоактивностима, откривена је дотад непозната, с временом полураспада од 3,5 сата, названу , која је због свог продорнијег зрачења могла да се мери, а да остале не сметају. Изгледало је да се  понаша слично актинијуму (атомски број 89), али је током истраживања нађено да ова радиоактивност по својим хемијским особинама готово потпуно одговара хомологу актинијума, елементу лантану, који је за 35 места испод урана.
Овај је резултат објављен септембра 1938. године. Једна немачка група која се бавила истим проблемом и коју је у Берлину водио Ото Хан, реномирани радиохемичар је написао писмо нобеловцу Фредерику Жолиоу, Иренином супругу, где га моли да наговори ауторе да демантују ове „немогуће и погрешне резултате“, јер ће у супротном „бити принуђен да их оповргне, а то би му било непријатно“. Аутори своје резултате нису демантовали. У покушају да резултате оповргне, Хан и његов сарадник Штрасман морали су јануара 1939. признати да су они исправни и да је радиоактивност од 3,5 сата стварно један изотоп лантана. Поред овога установили су да једна друга радиоактивност у потпуности припада суседном елементу баријуму . Ово је било откриће нуклеарне реакције која је убрзо добила назив фисија.
Јануара 1939. Савић је покушао да експериментално провери да ли се распадом урана поред баријума (атомски број 56) добија племенити гас криптон (атомски број 36). Експериментом је показао да се приликом неутронског озрачивања урана, заиста ослобађа гасовит радиоактивни производ с временом полураспада од 20 минута.
Очекивало се да ће Ирена Жолио-Кири и Савић добити Нобелову награду, али је избио Други светски рат па неколико година награда није додељивана. Награда за откриће фисије додељена је тек 1944. године, али је припала само Оту Хану, који је доказао њихову претпоставку да је радиоактивност потицала од лантана.
Савић је почетком 1939. у Институту учествовао и у мерењу неутронског ефикасног пресека за фисију урана, што је касније постала основа за прорачун ланчаних реакција у нуклеарним реакторима и нуклеарном оружју.
Након почетка Другог светског рата, Французи су Савића као странца протерали из земље и поред тога што се био пријавио као добровољац за фронт. Вратио се у Београд на Медицински факултет, где је постао професор физичке хемије на Фармацеутском одсеку Факултета.

### Други светски рат
Левичарском студентском покрету приступио је средином тридесетих година, а члан Комунистичке партије Југославије постао је 1939. године. Поред разних партијских задатака, по Титовом налогу инсталирао је, уочи рата, радио-станицу за везу са Москвом, али је зграда у којој се налазила радио-станица порушена приликом бомбардовања Београда, 6. априла 1941. године. Касније је инсталирао нову радио-станицу, која је била прва у партизанима.
У Народноослободилачкој борби учествује, заједно са супругом Бранком, од 1941. године. У току рата је био руководилац за шифру Врховног штаба НОВ и ПОЈ, потпредседник АВНОЈ-а и члан Војне мисије НОВЈ у Москви. Током рата, као илегалка је погинула његова сестра Слободанка Данка Савић.
У новембру 1944. учествовао је на Антифашистичкој скупштини народног ослобођења Србије на којој је изабран за члана Председништва и за повереника за обнову Србије, касније постаје и председник Привредног савета Србије, као и члан Централног комитета Комунистичке партије Србије.
На трећем заседању АВНОЈ-а 1945. године, изабран за члана Законодавног одбора и за члана Уставотворне скупштине.
После ослобођења се налазио на разним одговорним дужностима. Био је председник Привредног савета Србије, члан Савета федерације и др. Носилац је Партизанске споменице 1941. и других југословенских одликовања, међу којима су Орден јунака социјалистичког рада и Орден народног ослобођења.

### Послератна каријера
Професор физичке хемије на Филозофском факултету у Београду постаје 1945. године, а потом за проректор Београдског универзитета. Дописни члан Српске академије наука постаје у марту 1946, а њен редовни члан две године касније.
У овом периоду боравио је у Совјетском Савезу, где је уз подршку југословенског руководства заједно са совјетским научницима разматрао покретање института за нуклеарна истраживања у Југославији. У Совјетском Савезу, радио је заједно са совјетским научником Пјотром Леонидовичом Капицом, на Институту за физичке проблеме у Москви.
У Југославију се враћа 1946. где започиње на стварању таквог института у Југославији. Институт у Винчи је основан 1948. а Савић у његовом раду добија водећу улогу. Важно је напоменути да је Савић био укључен и у саму градњу института, како у његово планирање, тако и у сам процес изградње. У ту сврху је чак и лично боравио на градилишту и спавао у околним сеоским кућама.
Оставку на место директора института даје 1960. године. Према писању Владимира Дедијера, Савић се није слагао са начином рада института, и сматрао је да треба избегавати куповину лиценци, као и да нуклеарну технологију Југославија треба да развија сопственим напорима, уз акценат на фундаментална истраживања.
Био је члан свих академија наука у Југославији, као и Академије наука СССР-а (1958), Њујоршке академије наука (1960), Мађарске академије наука (1970), Атинске академије наука (1975) итд.
Током социјалистичког периода, осим научног, уживао је и велики политички углед, захваљујући свом предратном комунистичком периоду као и учешћу у НОБ.
Био је председник Српске академије наука и уметности од 1971. до 1981. Био је активан скоро до краја живота. Последњи научни рад је објавио неколико месеци пре смрти, у 85. години. Умро је у Београду 1994. године. На лични захтев, није сахрањен у Алеји заслужних грађана већ у породичној гробници.
По њему је названа Основна школа „Павле Савић”, а у дворишту школе се од 1994. налази и његова спомен биста.
Пошта Србије је 2009. поводом стогодишњице Савићевог рођења, штампала поштанске марке са његовим ликом.

## Књиге
Осим научних радова објавио је и више дела научнопопуларне литературе:
- Од атома до небеских тела (1978)
- Наука и друштво (1978)